# Schweizerischer Rat der Religionen
Der Schweizerische Rat der Religionen (Swiss Council of Religions SCR) wurde als Beitrag zum Erhalt des religiösen Friedens und zur Förderung des interreligiösen Dialogs in der Schweiz initiiert.
Der SCR wurde am 15. Mai 2006 gegründet, initiiert von Pfarrer Thomas Wipf, Präsident des Rates des Schweizerischen Evangelischen Kirchenbundes (SEK). Der momentane Bischof der Christkatholiken, Harald Rein, ist Vorsitzender des SCR.
Der Rat setzt sich gegenwärtig aus den leitenden Persönlichkeiten der drei Landeskirchen (Bischof Felix Gmür, Schweizer Bischofskonferenz; Pfarrerin Rita Famos, Evangelisch-reformierte Kirche Schweiz; Bischof Harald Rein, Christkatholische Kirche der Schweiz), der Orthodoxen Kirche (Metropolit Maximos Pothos, Ökumenisches Patriarchat von Konstantinopel, Metropolie der Schweiz), der christlichen Freikirchen (Jean-Luc Ziehli, Schweizerische Evangelische Allianz), der jüdischen Gemeinschaft (Ralph Lewin, Schweizerischer Israelitischer Gemeindebund) und muslimischer Organisationen (Farhad Afshar, Koordination Islamischer Organisationen Schweiz; Montassar BenMrad, Föderation Islamischer Dachorganisationen in der Schweiz) zusammen, die von ihren jeweiligen Leitungsgremien mandatiert wurden. Daneben gibt es einen Beirat, bestehend aus drei wissenschaftlich tätigen Experten.